# Nemoleon pulcherrimus
Nemoleon pulcherrimus är en insektsart som först beskrevs av Frederic Charles Fraser 1952. 
Nemoleon pulcherrimus ingår i släktet Nemoleon och familjen myrlejonsländor. Inga underarter finns listade i Catalogue of Life.